# Zivilprozessordnung (Schweiz)
Die Zivilprozessordnung der Schweiz ist das formell-, das heisst verfahrensrechtliche Umfeld, in welchem zivilrechtliche materiellrechtliche Streitigkeiten entschieden werden. Während das materielle Recht die einzelnen Rechtsverhältnisse regelt, stellt das formelle Recht die Regeln, nach denen die entsprechenden Prozesse geführt werden können und müssen.

## Geschichtliche Entwicklung
Nach schweizerischem Recht üben die Kantone alle Rechte aus, die nicht ausdrücklich in der Kompetenz des Bundes liegen. Dieser hat sich daher lange Zeit nur um die gesetzliche Regelung des Bundesgerichtes gekümmert, welches in der Schweiz normalerweise als oberste Instanz fungiert. Das bereits seit 1947 existierende Bundesgesetz über den Bundeszivilprozess (BZP) regelt entgegen dem Titel nur das Verfahren vor Bundesgericht als erster und einziger Instanz in zivilrechtlichen Streitigkeiten zwischen Bund oder Kantonen und Kantonen.
Das Prozessrecht der unteren Instanzen hingegen blieb jahrzehntelang Sache der Kantone. So gab es bis Ende 2010 in jedem Kanton eine eigene Zivilprozessordnung: Neue Zivilprozessordnungen (z. B. Glarus 2001, Wallis 1998) standen neben alten (z. B. Basel-Stadt 1875, Bern 1918). Selbst in wichtigen Punkten unterschieden sich die kantonalen Zivilprozessordnungen zum Teil grundlegend.
So kannten nicht alle Kantone eine Schlichtungsbehörde (Friedensrichter oder Vermittler genannt), und in einigen Kantonen galt eine strenge Eventualmaxime. Gravierende Unterschiede bestanden teilweise auch betreffend Beweismittelsysteme, den Zeitpunkt der Rechtshängigkeit und die zur Verfügung stehenden Rechtsmittel. Die Rechtszersplitterung behinderte die einheitliche Durchsetzung des materiellen Zivilrechts, die Mobilität der Anwälte und die Weiterentwicklung des Zivilprozessrechts.
1999 begannen die Vorarbeiten zu einer vereinheitlichten Schweizerischen Zivilprozessordnung. Im Sommer 2007 fing die parlamentarische Beratung an, am 19. Dezember 2008 wurde die definitive Fassung von den eidgenössischen Räten verabschiedet. Sie trat am 1. Januar 2011 in Kraft (zusammen mit der Schweizerischen Strafprozessordnung und dem revidierten Lugano-Übereinkommen).

## Heutiger Stand

### Auf kantonaler Ebene
Die ZPO regelt das zivilprozessrechtliche Verfahren der kantonalen Gerichte fast vollständig. Eine Ausnahme stellt die Möglichkeit dar, dass die Kantone ein spezialisiertes Handelsgericht einsetzen.
Gewisse Ausführungsbestimmungen zur Zivilprozessordnung werden hingegen nach wie vor auf kantonaler Ebene in Gesetzes- bzw. Verordnungsform erlassen (so in Bern über das EG ZSJ).

### Auf nationaler Ebene
Sobald der Instanzenzug auf kantonaler Ebene ausgeschöpft ist (oder gar nicht zur Anwendung gelangt), steht in zivilprozessualen Verfahren unter bestimmten Bedingungen der Weg ans Bundesgericht offen. Dessen Verfahren wird ausserhalb der ZPO im Bundesgerichtsgesetz geregelt.

## Verfahrensgrundsätze

### Dispositionsgrundsatz und Offizialgrundsatz
In der Regel gilt im Zivilprozess der Dispositionsgrundsatz (Art. 58 ZPO). Der Offizialgrundsatz bildet die Ausnahme.
Der Dispositionsgrundsatz besagt, dass ein Gericht ein Verfahren nicht von Amtes wegen beginnt. Stattdessen ist es die Freiheit der Parteien, ein Verfahren einzuleiten oder nicht. Ebenso bestimmt die klagende Partei, was und wie viel sie einklagt. Eine Teilklage ist möglich (Art. 86 ZPO).
Das Gericht ist an die Begehren der klagenden Partei gebunden. Das heisst, dass das Gericht der klagenden Partei nichts anderes und nicht mehr zusprechen kann als eingeklagt ist (Art. 58 Abs. 1 ZPO). Ausserdem darf das Gericht nicht weniger zusprechen als die eingeklagte Partei anerkannt hat (Art. 58 Abs. 1 ZPO). Eine Rechtsmittelinstanz darf nicht weniger zusprechen als die vorherige Instanz anerkannt hat ausser die andere Partei habe ebenfalls ein Rechtsmittel ergriffen (Verbot der reformatio in peius).
Gemäss dem Dispositionsgrundsatz hat die klagende Partei jederzeit das Recht, ein Verfahren einzustellen (Art. 241 ZPO). Ein Verfahren kann auch durch einen gerichtlichen Vergleich beendet werden.
Der Offizialgrundsatz legt fest, dass das Gericht von den Begehren der klagenden Partei abweichen kann und dass die Parteien den Prozess nicht durch Anerkennung der Klage oder gerichtlichen Vergleich frei beenden können (Art. 58 Abs. 2 ZPO). Der Offizialgrundsatz gilt insbesondere bei Kinderbelangen in familienrechtlichen Angelegenheiten (Art. 296 Abs. 3 ZPO).

### Verhandlungsgrundsatz und Untersuchungsgrundsatz
Grundsätzlich gilt im Zivilprozess der Verhandlungsgrundsatz. Das bedeutet, dass das Gericht den Sachverhalt nicht von sich aus abzuklären hat, sondern dass die Parteien den Sachverhalt darlegen und beweisen müssen (Art. 55 ZPO).
Wenn die Gegenpartei behauptete Tatsachen nicht bestreitet, dann gelten sie als bewiesen. Pauschalbestreitungen genügen nicht.
Der Verhandlungsgrundsatz wird durch die gerichtliche Fragepflicht eingeschränkt (Art. 56 ZPO). Die gerichtliche Fragepflicht ist dann gegeben, wenn die Vorbringen einer Partei unklar, widersprüchlich, unbestimmt oder offensichtlich unvollständig sind. Im vereinfachten Verfahren hat das Gericht eine verstärkte Fragepflicht (Art. 247 Abs. 1 ZPO). Eine verstärkte Fragepflicht gilt auch im Scheidungsverfahren (Art. 277 Abs. 2 ZPO & Art. 279 ZPO).
Allgemein bekannte Tatsachen müssen weder behauptet noch bewiesen werden (Art. 151 ZPO).
Beim Untersuchungsgrundsatz hat das Gericht den Sachverhalt von Amtes wegen festzustellen. Der Untersuchungsgrundsatz gilt nur, wenn er ausdrücklich im Gesetz festgeschrieben ist (Art. 55 Abs. 2 ZPO). Der Untersuchungsgrundsatz soll schwache Parteien schützen und kommt speziell dort zum Zuge, wo die Parteien häufig ohne Anwalt auftreten. Der Untersuchungsgrundsatz ist vorgesehen im Scheidungsverfahren ausser bei der güterrechtlichen Auseinandersetzung und beim nachehelichen Unterhalt sowie analog im Verfahren der eingetragenen Partnerschaft (Art. 277 ZPO, Art. 306 f. ZPO). Zudem im summarischen Verfahren, wenn das Gericht als Konkurs- oder Nachlassgericht zu entscheiden hat (Art. 255 ZPO). Zudem gilt der Untersuchungsgrundsatz in den summarischen Verfahren des Eherechts (Art. 272 ZPO). Zudem gilt der Untersuchungsgrundsatz in verschiedenen Sozialprozessen des vereinfachten Verfahrens (Art. 247 Abs. 2 ZPO), also namentlich in verschiedenen arbeitsrechtlichen und mietrechtlichen Streitigkeiten, bei denen es um geringe Geldsummen geht. Zudem gilt der Untersuchungsgrundsatz bei Kinderbelangen im Familienrecht (Art. 296 ZPO).